# Sonqor (shahrestan)
Sonqor (persiska: Shahrestān-e Sonqor, شهرستان سنقر, سنقر) är en shahrestan, delprovins, i Iran.   Den ligger i provinsen Kermanshah, i den nordvästra delen av landet, 400 km väster om huvudstaden Teheran.
Delprovinsen hade 81 661 invånare 2016.